# Austrobaileyaceae
Austrobaileyaceae is een botanische naam, voor een familie van bedektzadigen. Een familie onder deze naam wordt de laatste decennia algemeen erkend door systemen voor plantentaxonomie, en ook door het APG-systeem (1998) en het APG II-systeem (2003).
APG I plaatst de familie niet in een orde, maar APG II plaatst haar in de orde Austrobaileyales. Het Cronquist-systeem (1981) plaatste haar in de orde Magnoliales.
De familie bestaat uit één genus, Austrobaileya, met één of twee soorten die voorkomen in oostelijk Australië.

## Geslachten
- Austrobaileya C.T.White